# Kamala Sinha
Kamala (Kamla) Sinha (30 de septiembre de 1932-31 de diciembre de 2014) fue una política y diplomática india. Fue elegida dos veces para el Rajya Sabha de 1990 a 2000, y luego se desempeñó como Embajadora en Surinam y Barbados. También fue Ministra de Estado de la Unión (MoS) para Asuntos Exteriores (cargo independiente) en el gabinete de I. K. Gujral. Murió en Syracuse, Nueva York, el 31 de diciembre de 2014, a los 82 años.

## Biografía
Nacida en Daca (ahora en Bangladés) el 30 de septiembre de 1932. Sinha, nieta del fundador de Jan Sangh, Syama Prasad Mukherjee. Se casó con Basawon Sinha; revolucionario, nacionalista, socialista, sindicalista y primer líder de la oposición en Bihar.
Fue miembro durante dos períodos del consejo legislativo de Bihar entre 1972 y 1984 y también miembro durante dos períodos de Rajya Sabha, había sido miembro de varios comités. Su esposo Basawon Sinha fue un luchador por la libertad y colega de Jayaprakash Narayan y Karpoori Thakur. Fue detenida en virtud de la Ley de Mantenimiento de la Seguridad Interna (MISA) durante el movimiento liderado por JP. Había sido presidenta de Hind Mazdoor Sabha durante varios años (la única mujer que alguna vez se había convertido en presidenta de una federación laboral central) y viajó extensamente por todo el mundo en varios puestos.